# NGC 2268
NGC 2268 is een balkspiraalstelsel in het sterrenbeeld Giraffe. Het hemelobject werd in 1871 ontdekt door de Franse astronoom Alphonse Louis Nicolas Borrelly.

## Synoniemen
- UGC 3653
- MCG 14-4-22
- ZWG 362.36
- ZWG 363.20
- IRAS 07006+8427
- PGC 20458